# Wilshire Boulevard

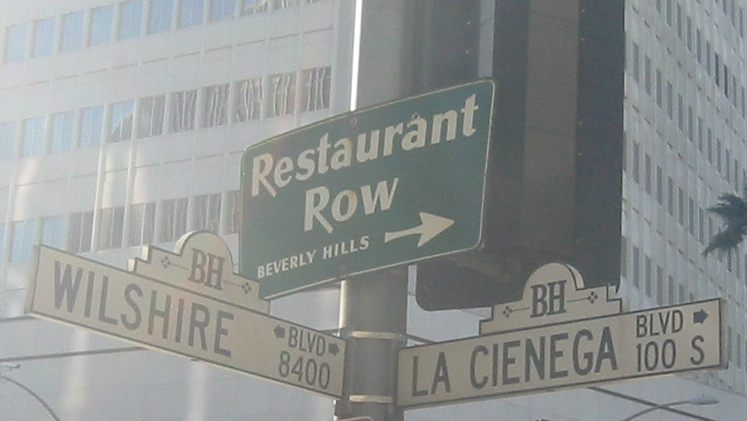
La esquina del Bulevar Wilshire con el Bulevar La Ciénega en la ciudad de Beverly Hills.

El Bulevar Wilshire es una calle principal que corre del este al oeste en Los Ángeles, California, Estados Unidos Se extiende por 16 millas desde la Avenida Grand en el Centro de Los Ángeles hasta la Ocean Avenue en Santa Mónica. También llamada "la espina de Los Ángeles", varios rascacielos modernos alinean el bulevar.
La avenida cuenta con al menos cuatro carriles a lo largo de todo su recorrido, y la porción entre las calles Hoover y Robertson Boulevard tiene un centro en medio. La porción más amplia del bulevar está en el distrito financiero de Westwood. En esta área los peatones en la intersección de Wilshire y Westwood Boulevard tienen que cruzar 10 líneas de carriles. Esta parte de la avenida es la más congestionada en todo Los Ángeles.

## Historia
La avenida Wilshire fue nombrada en honor a H. Gaylord Wilshire, un hombre de Ohio que se dedicaba a la compra y venta de terrenos, dueño de una mina de oro en Bishop (California). Una torre residencial en la calle Wilshire, se llama Gaylord en honor al empresario.
Un área famosa de Wilshire es la zona entre las avenidas Fairfax y La Brea, conocida como el Distrito Miracle Mile (Milla de Milagros). En los años 50 fue el área departamental y restaurantera de la ciudad. Cuando ciudadanos dejaron de ir al centro de Los Ángeles y mudarse más al oeste se apodó "Milla de Milagros" por su ascendencia rápida en reemplazar el centro. Almacenes como Macy's y Bullocks Wilshire construyeron edificios estilo art déco.
Sobre la avenida se construyeron varios condominios y torres residenciales, en el área de Westwood y Holmby Hills con hasta diez líneas de carril.
Varios consulados conglomeración por el bulevar.

## Transporte público

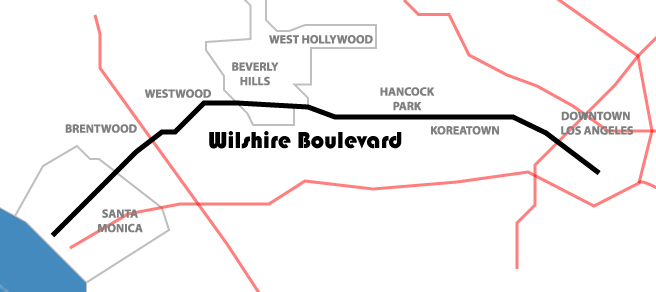
Plano del recorrido del Bulevar Wilshire entre el Centro de Los Ángeles y Santa Mónica.

El Metro de Los Ángeles opera una línea de tren urbano subterráneo (Línea D) que corre 10.3 km (6.4 mi) por debajo del Bulevar Wilshire, con varias estaciones en el centro de Los Ángeles, empezando en Union Station, al oeste a 7th Street/Metro Center, y con término en Koreatown en la estación Wilshire/Western. En 2014, Metro empezó el proyecto "Purple Line Extention" (Extensión de la Línea Púrpura), promocionado como el "tren al mar" (Subway to the Sea). El proyecto de $9 mill millones de dólares recorrerá al oeste de la estación Wilshire/Western hacia Westwood/VA en Westwood. Agregará 7 estaciones nuevas y extenderá la línea D por 14.7 km (9 mi).
La línea de autobús 720 se extiende por todo el bulevar. 
Existe otra rama de tren urbano subterráneo que también comienza en Union Station y cuyo trayectoria corre por debajo del Bulevar Wilshire, (Línea B) pero esta línea se desvía hace al norte por la Avenida Vermont con dirección a Hollywood y finalmente a su término en North Hollywood.

## Distritos de la ciudad de Los Ángeles (de este a oeste)
- Centro de Los Ángeles
- Westlake
- Koreatown (también conocido como Wilshire Center)
- Larchmont
- Country Club Park
- Wilshire Park
- Hancock Park
- Miracle Mile
- Carthay
- Beverly Hills, California
- Holmby Hills
- Westwood
- Sawtelle
- Brentwood
- West Los Ángeles
- Santa Mónica, California

## Lugares famosos en Bulevar Wilshire
- Hotel Ambassador
- Third Street Promenade (Santa Mónica, tiendas en la calle)
- Wadsworth Theater
- Hospital de Veteranos (Veterans Affairs Medical Center, West Los Angeles, en Sawtelle)VA Hospital
- Cementerio Nacional de Los Ángeles
- Universidad de California, Los Ángeles (cercana)
- Museo Armand Hammer
- Museo A+D
- Beverly Hills Ritz Hotel
- Los Angeles Country Club
- Beverly Hilton
- The Regent Beverly Wilshire Hotel
- Rodeo Drive
- Canon Theater
- Wilshire Theater
- Petersen Automotive Museum
- Hancock Park
- Los Angeles County Museum of Art (Museo de arte)
- La Brea Tar Pits
- Museo George C. Page
- Wiltern Theatre
- Hotel Radisson Wilshire Plaza
- Southwestern University School of Law (Escuela de leyes)
- MacArthur Park
- Good Samaritan Hospital